# Turbulence přísně tajných materiálů
Turbulence přísně tajných materiálů je dvacátý druhý díl druhé řady amerického televizního seriálu Teorie velkého třesku. V této epizodě hostují Kevin Sussman, Robert Clotworthy, Travis Davis a Ian Scott Rudolph. Režisérem epizody je Mark Cendrowski.

## Děj
Howard slaví svůj nejnovější úspěch, totiž testování jeho přístroje na vesmírné mezinárodní stanici (vesmírná toaleta). Slaví s přáteli, které vezme do obchodu s komiksy, kde každému chce nějaký koupit. Po chvíli ale zjišťuje, že udělal chybu, která znamená, že stroj po deseti použitích nebude fungovat. S přáteli tak celou noc pracují na tom, aby chybu napravili. Na konci epizody pak astronauti z vesmíru hlásí, že jdou na neočekávanou návštěvu vesmíru, poukazujíc na to, že Howardův systém opravdu nefunguje. Mezitím se Stuart (Kevin Sussman) svěřuje Leonardovi, že jde s Penny na druhé rande a prosí ho o nějakou radu. Ten jej s radou dlouho přehlíží, než mu dá radu špatnou (ve vlastním zájmu). Druhý den se ale Leonard cítí provinile a jde se Stuartovi omluvit. Ten však vyzradí, že rande šlo dobře do chvíle, než Penny při líbání Stuarta oslovila Leonardovým jménem. Ten z toho skrytě má radost.

## Obsazení
| Johnny Galecki    | Leonard Hofstadter         |
| Jim Parsons       | Sheldon Cooper             |
| Kaley Cuoco       | Penny                      |
| Simon Helberg     | Howard Wolowitz            |
| Kunal Nayyar      | Raj Koothrappali           |
| Kevin Sussman     | Stuart Bloom               |
| Robert Clotworthy | astronaut                  |
| Travis Davis      | komunikační pracovník NASA |
| Ian Scott Rudolph | kapitán teplák             |